# Slečna Julie (Rorem)
Slečna Julie (v anglickém originále Miss Julie) je opera o jedno dějství (původně dvou dějstvích) amerického skladatele Neda Rorema na libreto Kenwarda Elmslieho upraveného ze stejnojmenné činohry švédského spisovatele Augusta Strindberga. Tato opera měla premiéru dne 4. listopadu 1965 v New Yorku, v budově New York City Center v podání společnosti New York City Opera.

## Vznik, charakteristika a historie
Významný americký skladatel 2. poloviny 20. století Ned Rorem napsal řadu oper, většinou však skromných rozměrů. Vedle poslední opery Naše městečko z roku 2005 je třetí z nich, Slečna Julie, jediná, která má celovečerní rozměry. Jednalo o prestižní zakázku Fordovy nadace pro New York City Opera, objednanou jejím ředitelem Juliem Rudelem roku 1961. Rorem na jejím podkladě začal několik projektů, vhodný námět a libretista se však našel až na počtvrté. Libreto k Roremově verzi Slečny Julie napsal básník Kenward Gray Elmslie (1929–2022) – bylo to jeho první libreto, ale později napsal několik dalších, například k operám Lizzie Bordenová Jacka Beesona a Racek Thomase Pasatieriho. Podkladem byla známá komorní činohra Augusta Strindberga. Roremova Slečna Julie je prvním operním zpracováním, avšak své opery na tento námět napsali i Antonio Bibalo (1973), William Alwyn (1977), Margareta Hallimová (1990), Philippe Boesmans (2005) a Joseph Phibbs (2018). Rorem a Elmslie uvažovali o přesunutí děje do současné Louisiany na pozadí rasového konfliktu, popřípadě do Holywoodu s nepřítomným Juliiným otcem jako vlivným režisérem zamilovaným do sluhy Johna, nakonec však zůstali u původního dějiště; „klaustrofobickou“ atmosféru Strindbergovy aktovky přitom rozšířili na dvě dějství a přidali dodatečné epizodní postavy a sbor. Rorem o ní řekl: „Slečna Julie má rozhodně plné rozměry. […] Trvá skoro tři hodiny a má vše, co se očekává od opery 19. století. Je založená na Strindbergově hře a překypuje sbory, recitativy, kvartety a přirozeně áriemi. Je to opera, jak má být.“
Původní nastudování Slečny Julie, pronásledované technickými potížemi, bylo kritikou strháno (svou roli přitom možná sehrály homofobní předsudky). Skladatel byl neúspěchem zasažen, ale přiučil se jím mimo jiné, že děj „musí jít neochvějně z A do B bez přerušení“; současně byl odhodlán pracovat na této opeře dále „dokud jednoho dne se nepředstaví v ideálním nastudování a stejně posbírá negativní kritiky“. Poprvé se k ní vrátil v roce 1978: provedl v ní některé úpravy, zkrátil zhruba dvouhodinovou operu o 30 minut a původní dvě jednání spojil do jednoho. V této podobě ji téhož roku nastudovala New York Lyric Opera, výňatky z této inscenace vyšly na LP. Další revize předcházely inscenaci operního divadla Manhattan School of Music roku 1994 (v kombinaci s operetou Une éducation manquée Emmanuela Chabriera) a Curtis Opera Theatre roku 2003; obě tyto inscenace vedly k nahrávkám vydaným na CD. Inovativní inscenace Curtis Opera Theatre, kterou režíroval Chas Rader-Shieber a která byla jednou z akcí k Roremovým 80. narozeninám, konečně získala významný pozitivní kritický ohlas a povzbudila skladatele v práci na Našem městečku, které je vrcholem jeho operní tvorby.
Podle Jamese Oestreiche, kritika The New York Times (psáno roku 1994) je Roremova Slečna Julie „napjaté a přesvědčivé hudební drama“. Peter Dickinson v recenzi pro Gramophone roku 1996 psal: „Rorem předkládá většinu opery v jakémsi parlandu, které je příliš nevýrazné k pro vyjádření rostoucího poblouznění v 1. dějství, ale lépe vystihuje odpornost a mučivé výčitky ve 2. dějství […] všechno probíhá zpomaleně, jako v činohře samotné, ale bez zabočení do strindbergovské hysterie. Je tu však mnoho dobře soustředěných momentů, kdy je hudbě povoleno rozmáchnout se.“ Podobně německý muzikolog Ulrich Schreiber o Slečně Julii tvrdí, že „plyne v rovnoměrném parlandu, z něhož vyčnívají písňové ostrůvky“.

## Osoby a první obsazení
| osoba                                                      | hlasový obor                 | premiéra (4. listopadu 1965) |
| ---------------------------------------------------------- | ---------------------------- | ---------------------------- |
| Slečna Julie, 25 let, dcera hraběte                        | soprán                       | Marguerite Willauer          |
| John, 30 let, lokaj                                        | basbaryton                   | Donald Gramm                 |
| Christine, 28 let, kuchařka                                | mezzosoprán                  | Elaine Bonazzi               |
| Niels, 38 let, snoubenec slečny Julie                      | tenor                        | Richard Krause               |
| Divoký kluk                                                | soprán nebo chlapecký soprán | Betsy Hepburn                |
| Štolba                                                     | bas                          | Don Yule                     |
| Dívka                                                      | soprán                       | Joan Summers                 |
| Hoch                                                       | tenor                        | Nico Castel                  |
| Služebnictvo a chasa ze statku oslavující svatojánskou noc |                              |                              |
| Dirigent: Robert Zeller                                    |                              |                              |
| Režie: Nikos Psacharopoulos                                |                              |                              |
| Výprava: Will Stevens Armstrong                            |                              |                              |
| Kostýmy: Patton Campbell                                   |                              |                              |
| Choreografie: Thomas Andrew                                |                              |                              |

## Děj opery
Odehrává se v 80. letech 19. století ve Švédsku.

### 1. dějství
Na venkovském sídle nepřítomného hraběte lidé – včetně služebnictva a rolníků – slaví letní slunovrat, nejkratší noc v roce. Zpívají eroticky laděnou píseň (sbor Be my love on Midsummer Eve). S nimi slaví i dcera hraběte, slečna Julie, osvobozená na chvíli od jha svého přísného otce. I ona má v této noci silnou touhu po milostném dobrodružství (árie Sleep on seven flowers). Pobožná kuchařka Christine se přitom v kuchyni připravuje na noc se svým snoubencem, lokajem Johnem (árie Wind around me lile Satan's snake). Ten však právě tančí se slečnou Julií…
John přichází za Christinou a má hlad. Popisuje, jak dnes slečna Julie divoce tančí a ztropila scénu: přetáhla svého snoubence pana Nielse bičem, takže po zásnubách je veta. Podle Johna je slečna Julie po své zemřelé matce: ta také pracovala ve stáji a jedla v kuchyni, není divu, že se i slečna spouští se služebnictvem. Christině se to však nelíbí, každý se má chovat podle svého stavu.
Slečna Julie přiběhne a dožaduje se po Johnovi, aby s ní tančil (Dance with me, sweet John). Christine se drží zpátky, ale má kousavé poznámky k oběma a pak usne. John a Julie si mezitím vyměňují francouzské věty – John totiž kdysi pracoval ve švýcarském hotelu. Julie vypráví Johnovi svůj opakující se sen o pádu – či skoku – z vysokého pilíře až hluboko do země (árie How strange you are). John se přidává se svým snem, v němž leze na vysoký strom, aby vybral zlatá vejce z hnízda, ale nedaří se mu to (duet Sometimes I dream). Zvenčí je slyšet zpěv dvojice mladých milenců (duet Christopher, pass the warm wine).
John čistí hraběcí boty. Julie se ho vyptává na jeho lásky a John odpovídá, že skutečně toužil po ženě jen jednou. Vypráví jí, jak jako malý chlapec obdivoval zdálky zámeckou zahradu, až do ní potají vlezl přes zeď. Všechno vypadalo jako v ráji a on zahlédl mladičkou slečnu Julii a přál si, aby se on, prostý člověk, také mohl procházet po zahradě s komtesou (árie I've never seen the back of an eagle).
Zvenku se blíží podnapilý zpěv roztoužených milenců (sbor Be my love on Midsummer Eve). Julie si myslí, že ji služebnictvo má rádo, ale John ji vyvádí z omylu: nenávidí ji a vysmívají se jí; právě zpívají posměšnou píseň o ní a Johnovi (Who's that pecking the rooster's tail?). Aby se vyhnuli setkání s nimi, odvádí John slečnu Julii do svého pokoje…

### 2. dějství
Je ráno, lidé se chystají do kostela a kají za hříchy uběhlé bujaré noci (sbor Each sin brings a tear). John, který Julii v noci svedl a připravil o panenství, má nyní strach z následků. Představuje si, že s Julií uprchnou do ciziny a otevřou si luxusní hotel u Comského jezera (árie We'll run away together to sunny Lake Como). Ale z toho sejde, když mu Julie řekne, že nemá žádné vlastní peníze. John ihned ochladne a chce se vrátit do starých kolejí; Julie se ho marně snaží přimět, aby jí řekl, že ji miluje, natož že by si ji vzal za manželku (duet If we catch the next train to Malmo … You have your word of honor). Navrhuje jí, aby prostě pokračovali v tajném milostném vztahu, a kdyby se objevily „následky“, aby odjela sama do ciziny. Julie to odmítá, ale ze zoufalství a vyčerpání slepě následuje Johnovu radu, aby okradla z otcova statku peníze a přichystala se na cestu.
Vrátí se Christine. Dobře ví, co se stalo; vyčítá to Johnovi, ale tím spíše si ho chce co nejrychleji vzít. Zde ve službě nemůže zůstat, když se panstvo (tj. slečna Julie) chová tak pod úroveň (scéna Sweet Jesus, what a mess! … Look me in the eye). Julie se vrací ustrojena. Nese peníze a klec s kanárem: bojí se, že by to jinak zahynul nedostatkem péče. John ho pohotově zabíjí. Julie si zoufá, nyní si uvědomí, co bude následovat (árie I'm ready. I have the money … How I wish it was your body drowned in blood).
Julie prosí o pomoc Christinu, ale ta rázně odmítá. Julie před ní blouzní a popisuje cestu po Evropě s Johnem a s ní (duet Christine, help me!). Ale Christine je jen pobouřena nemravností této nabídky a odchází do kostela (duet Christiny a Johna It's a sound idea).
John zůstává s Julií a zaslechne zvuk kočáru oznamující návrat hraběte; John ze strachu definitivně odmítá Julii. Na její návrh předstírá, že je hypnotizér. Dává jí břitvu a posílá ji ven. Julie odchází do zahrady, aby se nechala „pohltit zemí“, jako ve svém snu (finále – duet What would you do in my place? … Pretend you're him and I'm you … So tired of the dancing and wine).

## Instrumentace
Dvě flétny, dva hoboje, dva klarinety, dva fagoty; tři lesní rohy, dvě trubky, dva pozouny; tympány a dvě bicí soupravy: xylofon, clapper, vířivý buben, basový buben, gong, triangl, vibrafon, tamburína, činely, temple blocks, zvonkohra, kastaněty, trubicové zvony, závěsné činely, bonga; kytara, harfa; smyčcové nástroje (housle, violy, violoncella, kontrabasy).

## Nahrávky
- 1978 (highlights, CD 1979 Paited Smile Records PS 1338) Zpívají: (slečna Julie) Judith James, (John) Ronald Madden, (Christine) Veronica August, (dívka) Debra Vanderlinde, (hoch) Christopher Allen. Orchestr New York Lyric Opera řídí Peter Leonard.
- 1994 (CD 1995 Newport Classic NPD 85605/2) Zpívají: (Slečna Julie) Theodora Fried, (John) Howard Reddy, (Christine) Heather Sarris, (Niels) David Blackburn, (dívka) Laurelyn Watson, (hoch) Mark Mulligan, (štolba) Judd Ernster. Manhattan School of Music Orchestra řídí David Gilbert.
- 2003 (CD 2005 Albany Records TROY761/762). Zpívají: (Slečna Julie) Joslin Romphf, (John) Philip Torre, (Christine) Fiona Murphy, (dívka) Jacqueline Bolier, (hoch) Brenden Patrick Gunnell, (divoký kluk) Lishir Inbar, (štolba) Charles Unice. The Curtis Symphony Orchestra řídí David Agler.